# Melogale personata
Melogale personata (харсун бірманський) — вид хижих ссавців з родини Мустелові (Mustelidae). Необхідні подальші дослідження по систематиці цього роду у зв'язку з морфологічною подібністю між усіма видами роду Melogale і тим, що ретельне таксономічне вивчення для цього роду не було зроблене. 

## Поширення
Країна поширення: Китай, Індія, Лаоська Народно-Демократична Республіка, М'янма, Таїланд, В'єтнам. Діапазон поширення, здається, фрагментований, хоча локально вид буває поширеним. Він знаходиться в лісі, луках, і навіть рисових полях.  

## Поведінка
Веде нічний спосіб життя і харчується в основному дрібними тваринами, такими як комахи, дощові хробаки, равлики, жаби, а іноді й трупи дрібних птахів і ссавців, яйця і фрукти. Живе в наявних отворах і норах, а не риє нові.